# Orden de la Antiquísima Welwitschia Mirabilis
La Orden de la Antiquísima Welwitschia Mirabilis (en inglés: Order of the Most Ancient Welwitschia Mirabilis) es la máxima condecoración de Namibia.
Fue instituida el 16 de marzo de 1995, luego de la independencia del país, para premiar a gobernantes aliados. El presidente de la República es el Gran Maestre de la Orden, cuyo nombre se debe a una planta endémica del desierto del Namib.
La Orden de la Antiquísima Welwitschia Mirabilis fue diseñada por Gordon McGregor. Los condecorados llevan las letras postnominales OW.
Uno de los galardonados con esta orden es Fidel Castro.